# The Ozzman Cometh
Albums de Ozzy Osbourne
Ozzmosis
(1995) Down to Earth
(2001)
The Ozzman Cometh est une compilation d'Ozzy Osbourne sortie le 11 novembre 1997 sous deux versions traditionnelles et aussi limitées. Celle-ci contenait deux CD ; le premier était identique à l'original mais le second avait les demo de War Pigs et Behind the Wall of Sleep ainsi qu'une interview avec Ozzy. Pour cette compilation, Ozzy enregistra une des nombreuses chansons qui aurait pu apparaître sur l'album Ozzmosis, Back on Earth.

## Liste des titres
1. Black Sabbath (première version de l'album éponyme, inédit)
2. War Pigs (première version de l'album Paranoid, inédit)
3. Goodbye to Romance (de Blizzard of Ozz)
4. Crazy Train (de Blizzard of Ozz)
5. Mr. Crowley (de Blizzard of Ozz)
6. Over the Mountain (de Diary of a Madman)
7. Paranoid [Live] (de Tribute)
8. Bark at the Moon (de Bark at the Moon)
9. Shot in the Dark (de The Ultimate Sin)

- Remplacé par Miracle Man (de No Rest for the Wicked) sur les versions de 2002[1]

1. Crazy Babies (de No Rest for the Wicked)
2. No More Tears [Video Edit] (de No More Tears)
3. Mama, I'm Coming Home (de No More Tears)
4. I Don't Want to Change The World [Live] (de Live and Loud)
5. I Just Want You (de Ozzmosis)
6. Back on Earth (inédit)

### Disque bonus
1. Fairies Wear Boots (une autre version qui n'apparait pas sur l'album Paranoid)
2. Behind the Wall of Sleep (une autre version qui n'apparait pas sur l'album Black Sabbath)
3. 1988 Interview avec Ozzy
4. Multimedia (tout dépend de la version)
Perry Mason Video
I Just Want You Video
Crazy Train Video
Crazy Babies Video
Paranoid Video
Ozzy Bones Jeu
Écran de veille